# 球果山榕
球果山榕（学名：Ficus pubilimba）是桑科榕属的植物。分布于马来西亚、越南、泰国以及中国大陆的广东、缅甸、福建、海南等地，目前已由人工引种栽培。